# Rewa River (Guyana)
Der Rewa River ist ein Fluss im Südosten von Guyana in der Region Upper Takutu-Upper Essequibo.

## Geographie
Der Rewa Rivery entspringt auf dem hügeligen Plateau im Südosten des Landes und verläuft in wilden Schlingen nach Norden. Er mündet von rechts und Süden in den Rupununi River.
An der Mündung befindet sich die Rewa Eco-Lodge.